# Vaux-et-Chantegrue
Vaux-et-Chantegrue é uma comuna francesa na região administrativa de Borgonha-Franco-Condado, no departamento de Doubs. Estende-se por uma área de 13,98 km². Em 2010 a comuna tinha 620 habitantes (densidade: 44,3 hab./km²).